# Piet Oellibrandt
Piet  -dit Petrus- Oellibrandt (né le 1er décembre 1935 à Beveren et mort le 15 juin 2014) est un coureur cycliste belge. Professionnel de 1958 à 1967, il a longtemps détenu le record de victoires au Grand Prix de l'Escaut, avec trois succès.

## Biographie
Peter Oellibrandt pratique le cyclisme au niveau professionnel entre 1958 et 1967. Au cours de sa carrière, il est devenu quatre fois champion de Belgique : sur route en 1959 et sur piste en poursuite individuelle en 1960, 1961 et 1962. À trois reprises - 1960, 1962 et 1963 - il remporte le Grand Prix de l'Escaut.
Le championnat de Belgique sur route 1959 a eu lieu à Herentals, dans la ville où vit Rik Van Looy, qui est annoncé comme le grand favori de la course. Van Looy termine sixième de la course avec 30 secondes de retard sur le vainqueur Peter Oellibrandt. Ce dernier reçoit le « Tricolore Trui » des mains du prince Alexandre de Belgique.
Oellibrandt termine sa carrière de cycliste le 23 septembre 1967. Il participe à une course à Kemzeke où il se retrouve très loin de la tête de l'épreuve lorsqu'il apprend la mort de son compatriote Roger De Wilde d'un arrêt cardiaque. Très affecté par ce décès, il n'a depuis plus jamais participé à une course de vélo.
Après sa carrière professionnelle, Oellibrandt ouvre à Beveren, un café des sports sous son nom. Il devient le lieu de rencontre durant de longues années des supporteurs du club de football du KSK Beveren. Il est décédé le 15 juin 2014, à l'âge de 78 ans des suites d'un cancer. 

## Palmarès sur route
- 1957
  - 2e du Grand Prix du Brabant wallon
  - 2e de Anvers-Liège-Anvers
- 1958
  - 1rea étape des Trois Jours d'Anvers (contre-la-montre par équipes)
  - 2e du Grand Prix de la ville de Vilvorde
  - 2e du Grand Prix du 1er mai
  - 3e de la Coupe Sels
- 1959
  -  Champion de Belgique sur route
  - Circuit des régions fruitières
  - Anvers-Liège-Anvers
  - 2e du Grand Prix de clôture
  - 3e de la Gullegem Koerse
- 1960
  - 2eb étape des Trois Jours d'Anvers (contre-la-montre par équipes)
  - Grand Prix de l'Escaut
  - 3e du Grand Prix E3
  - 3e de Bordeaux-Paris
- 1961
  - Circuit Mandel-Lys-Escaut
  - 2e du Grand Prix du 1er mai
- 1962
  - Grand Prix de l'Escaut
  - Prix de Saint-Lievin-Esse
  - 2e du Circuit du Port de Dunkerque
- 1963
  - Grand Prix de l'Escaut
- 1965
  - 3e du Grand Prix du 1er mai
- 1966
  - Grand Prix du 1er mai
  - 2e de la Flèche des polders
- 1967
  - Flèche des polders

## Palmarès sur piste
- 1960
  -  Champion de Belgique de poursuite
- 1961
  -  Champion de Belgique de poursuite
- 1962
  -  Champion de Belgique de poursuite